# Промислова (станція, Одеська область)
Промисло́ва — тупикова вантажна залізнична станція в Одеській області. Станція належить ТОВ «Трансінвестсервіс».
Розташована в смт Нові Білярі Одеського району Одеської області. Найближча станція Чорноморська (32 км).
Одеський припортовий завод (станція Промислова) з моменту будівництва займався перевалкою вантажів і виробництвом карбаміду і аміаку. Вивантаження здійснювалася по 150 вагонів карбаміду і аміаку щодоби. Державним підприємством «Лиман» було розпочато будівництво комплексу з перевантаження мінеральних добрив в обсязі до 2,5 млн тонн на рік. Надалі правонаступником цього підприємства стало ТОВ «Трансінвестсервіс» (станція Хімічна). Первісна проектна потужність самого порту «Південний» становила 5,5 млн. тонн на рік (шихта і вугілля).